# 2049
- Wikisource

| Calendário gregoriano                                                        | 2049 MMXLIX                         |
| Ab urbe condita                                                              | 2802                                |
| Calendário arménio                                                           | 1499 – 1500                         |
| Calendário bahá'í                                                            | 205 – 206                           |
| Calendário budista                                                           | 2593                                |
| Calendário chinês                                                            | 4745 – 4746 Início a 2 de fevereiro |
| Calendário copta                                                             | 1765 – 1766                         |
| Calendário etíope                                                            | 2041 – 2042                         |
| Calendários hindus - Vikram Samvat - Calendário nacional indiano - Cáli Iuga | 2104 – 2105 1970 – 1971 5149 – 5150 |
| Calendário Holoceno                                                          | 12049                               |
| Calendário islâmico                                                          | 1472 – 1473                         |
| Calendário judaico                                                           | 5809 – 5810                         |
| Calendário persa                                                             | 1427 – 1428 Início a 20 de março    |
| Calendário rúnico                                                            | 2299                                |
| Calendário solar tailandês                                                   | 2592                                |

2049 (MMXLIX, na numeração romana) será um ano comum do século XXI que começará numa sexta-feira, segundo o calendário gregoriano. A sua letra dominical será C. A terça-feira de Carnaval ocorrerá a 2 de março e o domingo de Páscoa a 18 de abril. Segundo o horóscopo chinês, será o ano da Serpente, começando a 2 de fevereiro.

| Evento                                                   | Data            | Hora  |
| -------------------------------------------------------- | --------------- | ----- |
| Aquário                                                  | 19 de janeiro   | 15:41 |
| Peixes                                                   | 18 de fevereiro | 05:42 |
| primavera no hemisfério norte e outono no hemisfério sul |                 |       |
| Carneiro/equinócio                                       | 20 de março     | 04:28 |
| Touro                                                    | 19 de abril     | 15:13 |
| Gémeos                                                   | 20 de maio      | 14:04 |
| verão no hemisfério norte e inverno no hemisfério Sul    |                 |       |
| Caranguejo/solstício                                     | 20 de junho     | 21:47 |
| Leão                                                     | 22 de julho     | 08:36 |
| Virgem                                                   | 22 de agosto    | 15:47 |
| Outono no Hemisfério Norte e Primavera no Hemisfério Sul |                 |       |
| Balança/equinócio                                        | 22 de setembro  | 13:42 |
| Escorpião                                                | 22 de outubro   | 23:25 |
| Sagitário                                                | 21 de novembro  | 21:19 |
| inverno no hemisfério norte e verão no hemisfério sul    |                 |       |
| Capricórnio/solstício                                    | 21 de dezembro  | 10:52 |

| UTC: Portugal Continental, Madeira, Guiné-Bissau e São Tomé e Príncipe Subtrair (-): 1 h nos Açores e Cabo Verde 2 h nas Ilhas oceânicas brasileiras 3 h em Brasília, em Goiás, na Amazônia Oriental Brasileira e no nordeste, sudeste e sul brasileiros 4 h na Amazônia Ocidental Brasileira, Mato Grosso e Mato Grosso do Sul 5 h no Acre e sudoeste do Amazonas Adicionar (+): 1 h em Angola e Guiné Equatorial 2 h em Moçambique 8 h em Macau 9 h em Timor-Leste. |
| Adicionar uma hora durante a vigência do horário de verão: Portugal Continental : De 28 de março a 31 de outubro de 2049 |

| Ano completo                       |
| ---------------------------------- |
| Ano comum com início à sexta-feira |

## Eventos esperados e previstos
- Ano do Serpente, segundo o Horóscopo chinês.

### Março
- 29 de março - A Cidade de Salvador completará 500 anos.

### Dezembro
- 20 de dezembro - O status administrativo especial de Macau termina, similarmente à situação de Hong Kong.

## Epacta e idade da Lua
| Epacta gregoriana | 25 (XXV) |
| Idade da Lua      | Letra D  |